# Amata kalidupensis
Amata kalidupensis là một loài bướm đêm thuộc phân họ Arctiinae, họ Erebidae.